# Маргарет Белему
Маргарет Белему (англ. Margaret Belemu; нар. 24 лютого 1997, Лусака, Замбія) — замбійська футболістка, права захисниця клубу «Ред Ерроуз» та національної збірної Замбії. Одна з гравчинь, яка поїхала на футбольний турнір Літньої Олімпіади 2020 року.

## Клубна кар'єра
Народилася в Лусаці. Вихованка клубів «Нешнл Ассемблі» та «Лусака Фондейшн». Дорослу футбольну кар'єру розпочала в клубі «Яча Гьорлз». У 2019 році перейшла до «Ред Ерроуз».

## Кар'єра в збірній
У 2014 році провела 3 поєдиник у футболці дівочої збірної Замбії (WU-17).
У футболці національної збірної Замбії взяла участь у Кубок африканських націй 2018 року, де провела 3 поєдинки.